# 寇宗儁
寇宗儁，字子良，貴州省貴陽府貴築縣人，清朝政治人物、進士出身。

## 生平
光緒十八年（1892年）壬辰科進士，二甲四十九名，同年五月，以主事分部学习；后初授刑部主事，後官雲南雲龍州知州。